# Primordializmus
A primordializmus érvrendszere szerint a nemzetek ősi, természetes képződmények.
A primordializmus filozófiailag a német romantikához, azon belül is elsősorban Johann Gottlieb Fichte és Johann Gottfried Herder munkáihoz köthető. Herder számára a nemzet egyet jelentett az egy nyelvet beszélők csoportjával. Herder gondolatvilágában a nyelvet közösségben lehet megtanulni, így minden közösség szükségszerűen másként gondolkodik. Ebből az következik, hogy az adott közösségre már az idők kezdetétől fogva ugyanazok, a többitől megkülönböztető jegyek jellemzőek.
A primordializmust főleg a második világháború után érték éles kritikák. Ekkor a tudósok hajlottak arra, hogy a nemzeteket a modern kor technológiája és politikája alakította ki.

## Bibliográfia
- Jack Hayward, Brian Barry, Archie Brown (2003) The British Study of Politics in the Twentieth Century, Oxford University Press, ISBN 0197262945
- Yehouda A. Shenhav (2006) The Arab Jews: a postcolonial reading of nationalism, religion, and ethnicity, Stanford University Press, ISBN 0804752966
- Dominique Jacquin-Berdal (2002) Nationalism and Ethnicity in the Horn of Africa: A Critique of the Ethnic Interpretation Edwin Mellen Press, ISBN 0773469540
- Barth, Fredrik 1969: Ethnic Groups and Boundaries
- Smith, Anthony D. 1998. Nationalism and modernism: a critical survey of recent theories of nations and nationalism, London; New York: Routledge.
- Özkırımlı, Umut 2000. Theories of Nationalism, London: Macmillan Press.
- Espiritu, Yen Le: Asian-American Panethnicity: Bridging Institutions and Identities.
- Appadurai, Arjun 1996: Modernity at Large